# Государственный институт искусствознания
Госуда́рственный институ́т искусствозна́ния МК РФ (ГИИ МК РФ) — российский научно-исследовательский институт, ведущий российский центр изучения отечественного и зарубежного искусства. Институт является подведомственным научно-исследовательским учреждением Министерства культуры РФ. Учредителем и собственником имущества института является Российская Федерация.

## История
Основан в 1944 году как Институт истории искусства и охраны памятников архитектуры при Отделении истории и философии АН СССР. Основателями института стали живописец и историк Игорь Грабарь (первый директор института), кинематографист Сергей Эйзенштейн, композитор Борис Асафьев, искусствовед Виктор Лазарев, историк Алексей Дживелегов.
До 1961 года официально именовался Институтом истории искусств АН СССР, затем перешёл в ведение Министерства культуры СССР с сохранением научно-методического руководства Академии наук. В связи с расширением функций Институт был переименован во Всесоюзный научно-исследовательский институт искусствознания (ВНИИИ) постановлением Коллегии Министерства от 12 июля 1976 года № 49 и приказом министра П. Н. Демичева от 8 февраля 1977 года № 83.
В 1992—1994 годах Российский институт искусствознания (РИИ); переименован приказом министра культуры РФ Е. Ю. Сидорова от 12 февраля 1992 года № 2. С 1995 года — Государственный институт искусствознания (с 1996 года — при Министерстве культуры РФ). Также институт вновь принят под научно-методическое руководство Отделения историко-филологических наук РАН.
7 января 2022 года Президентом Российской Федерации был подписан Указ № 14 «Об отнесении федерального государственного бюджетного научно-исследовательского учреждения „Государственный институт искусствознания“ к особо ценным объектам культурного наследия народов Российской Федерации». Институт расположен в Москве, в доме А. И. Лобковой, построенном в конце XVIII века.
Государственный институт искусствознания — единственная научная организация в России, входящая во всемирную Ассоциацию научных институтов в области искусств (RIHA).

## Научная и экспертная деятельность
Институт осуществляет фундаментальные проекты по истории русского и зарубежного искусства (архитектура, изобразительное искусство, музыка, театр и др.), по художественным проблемам массмедиа, культурной политике, экономике культуры и искусства, по созданию Свода памятников архитектуры и монументального искусства России, полных академических собраний сочинений П.И. Чайковского и М.П. Мусоргского, публикации наследия выдающихся театральных деятелей России. С 2000 года в ГИИ издаётся «История русского искусства» в 22 томах.
Институт является инициатором, координатором и участником более 10 исследовательских программ (из них 5 международных), имеет прочные связи с музейными, художественными и научными институциями РФ: сотрудники ГИИ участвуют в музейных и галерейных выставочных проектах, образовательных и издательских программах, в публикации академических каталогов, организации научных конференций, проводимых музеями и профильными университетскими кафедрами (19 договоров о сотрудничестве только с региональными центрами). Институт ежегодно выступает организатором более 50 научных конференций и круглых столов (из них около 10 международных, из которых 5 высокого представительства).
Институт осуществляет широкую экспертную деятельность в области культурного наследия, современного искусства, участвует в разработке законодательных актов и нормативных документов Российской Федерации. Сотрудники института – государственные эксперты в области охраны памятников истории и культуры, члены научно-методических и экспертных советов Министерства культуры РФ, Правительства Москвы, Патриархии и др., входят в состав комиссий при Совете Федераций Федерального собрания РФ, в Президиум Совета по культуре при Президенте РФ. В рамках сотрудничества с РАН сотрудниками института выполняется ежегодно до 200 экспертиз планов и отчетов НИР.
Перечень основных нормативно-правовых документов, разработанных при участии сотрудников ГИИ:
- модельный закон об охране нематериального культурного наследия для стран СНГ (принят Межпарламентской Ассамблеей государств — участников Содружества Независимых государств 29 ноября 2013 г.);
- проект Федерального закона-кодекса о культуре (2014);
- основы государственной культурной политики (2014);
- профессиональный стандарт «Специалист в оценочной деятельности» (утвержден Приказом Минтруда России, 2015);
- проект Федерального закона об охране нематериального культурного наследия (по заказу Московской городской Думы, 2017);
- профессиональный стандарт «Художник-реставратор монументальной живописи» (2018);
- профессиональный стандарт «Художник реставратор станковой живописи» (2018).

## Издательская деятельность
Институт издает в год около 50 книг, а также 5 ведущих отраслевых журналов — «Искусствознание», «Вопросы театра», «Художественная культура», «Искусство музыки: теория и история», «Вестник Сектора древнерусского искусства» (первые три журнала входят в список ВАК РФ). С 2017 г. в партнерстве с Международным научно-культурным центром академических контактов ГИИ является соиздателем периодического издания, индексируемого WoS — Proceedings of the International Conference on Culture, Education and Economic Development of Modern Society (ICCESE).
В целях продвижения результатов научных изысканий Институт создал и поддерживает следующие электронные ресурсы:
1. История русского искусства[6]
2. Свод памятников архитектуры и монументального искусства России[7]
3. Сайт Международной общественной премии имени Алексея Комеча[8]
4. Электронная библио- и фототека «Кабинет Алексея Комеча»[9]
5. Электронная Энциклопедия «П.И. Чайковский»[10]

Институт обладает уникальными архивами документов по памятникам архитектуры и монументального искусства, по театральному, музыкальному и художественному наследию России; электронными базами данных социологических исследований публики театров, музеев и кино второй половины XX – начала XXI века.

## Образовательная деятельность
При ГИИ действуют 4 диссертационных совета по 5 специальностям:
- 23.1.003.01 — по научной специальности 5.10.3. Виды искусства (музыкальное искусство) (искусствоведение);
- 23.1.003.02 — по научной специальности 5.10.3. Виды искусства (изобразительное и декоративно-прикладное искусство и архитектура) (искусствоведение);
- 23.1.003.03 — по научной специальности 5.10.3. Виды искусства (театральное искусство) (искусствоведение);
- 23.1.003.04 — по научным специальностям: 5.7.3 Эстетика (философские науки) и 5.10.1 Теория и история культуры, искусства (культурология).

Также в институте развивается направление дополнительного профессионального образование в сфере культурологии и искусствознания.

## Структура института

### Исследовательские отделы
В состав института входят 17 исследовательских подразделений, распределенные по трем направлениям:
Художественная культура России
- Сектор древнерусского искусства
- Сектор искусства Нового и Новейшего времени
- Сектор Свода памятников архитектуры и монументального искусства России
- Сектор театра
- Сектор изучения и публикации театрального наследия Вс. Мейерхольда
- Сектор истории музыки
- Сектор теории музыки
- Сектор академических музыкальных изданий
- Сектор фольклора и народного искусства

Зарубежная художественная культура
- Сектор византийского искусства
- Сектор классического искусства Запада
- Сектор современного искусства Запада
- Сектор искусства стран Центральной Европы
- Сектор ибероамериканского искусства
- Сектор искусства стран Азии и Африки

Социальное функционирование искусства
- Отдел культурной политики и экономики искусства
- Отдел художественных проблем массмедиа

Кроме того, при институте действуют 4 исследовательских подразделения специального назначения:
- Отдел аспирантуры и дополнительного профессионального образования
- Редакция журнала «Искусствознания»
- Редакция журнала «Вопросы театра»
- Редакция журнала «Художественная культура»

### Научно-вспомогательные подразделения
- Научная библиотека (содержащая особо ценные издания начала XX века)
- Архив Института

### Административно-управленческий персонал
- Дирекция
- Бухгалтерия
- Отдел кадров
- Юридический отдел
- Отдел обеспечения публикаций
- Отдел эксплуатации и реставрации здания

## Руководители
- акад. И. Э. Грабарь (1944—1960)
- д.иск. Б. М. Ярустовский (1960—1961, и. о.)
- член-корр. АН СССР В. С. Кружков (1961—1973)
- д. фил. н. Ю. Я. Барабаш (1973—1975)
- д. иск. М. П. Котовская (1976—1993)
- д. иск. А. И. Комеч (1994—2006)
- д. иск. Д. В. Трубочкин (2007—2013)
- д. иск. Н. В. Сиповская (с 2013)